# Peter Pflauder
Peter Pflauder (* 17. Mai 1734 in Tannheim; † 5. September 1811 in Salzburg) war ein Salzburger Stuckateur.

## Leben
Peter Coelestin Pflauder wurde als Sohn des Tobias Pflauder in Grän bei Tannheim geboren.
Pflauder lernte die Stuckateurkunst u. a. in Prag, Wien, Berlin und in Potsdam. 1776 kam er unter Fürsterzbischof Hieronymus Colloredo nach Salzburg und wurde zum „Hofstuccatorer“ ernannt. Seine Arbeiten finden sich in den erzbischöflichen Palästen und Schlössern, in Kirchen und Klöstern in und um Salzburg. Er fertigte zahlreiche Gipsbüsten antiker Figuren nach römischen Originalen an, die (zum Teil bronziert) 1798 zum Verkauf angeboten wurden. Er arbeitete u. a. im Baron Rehlingschen Gebäude, in der Hofapotheke, in den Häusern der Kaufmannsfamilien Gschwendner und Weiser.
Pflauders erste Ehefrau Rosine (1726–1786) stammte ebenfalls aus Tirol und war als Zeichnerin und Gestalterin von Gipsmarmor tätig. Sie besserte den stark beschädigten Gipsmarmor in der Nepomukkapelle im Schloss Mirabell aus. Am 26. Jänner 1790 heiratete er seine zweite Ehefrau Magdalena Greitner in Mülln. Mit ihr hatte er zwei Söhne: Alois und Johann. Alois Wilhelm (* 19. Dezember 1790; † Februar 1878) war Lehrer an der Normal (Muster) Hauptschule in Salzburg und verstarb in Mülln. Beide waren auch im Beruf ihres Vaters als Stuckateure tätig.

## Werke
- 1776: Wandschmuck im Rittersaal und in den Prunkräumen der Alten Residenz.
- 1781/84: Fassadenstuck für den zeitgleich neu erstellten Residenzbau des Königlichen Schloss Berchtesgaden
- 1792: Ausschmückung der Mariazellerkapelle (Katharinenkapelle) im Friedhof von St. Peter.
- 1797: Marmorstuck am Hochaltar der von Wolfgang Hagenauer geplanten Pfarrkirche Brixen im Thale.
- 1808: Stuckaturen am Chorgewölbe der Wallfahrtskirche St. Leonhard in Grödig.